# Stekelig darmwier
Stekelig darmwier (Ulva clathrata) is een algensoort, behorende tot de groenwieren (Chlorophyta). Het is een zeewiersoort die voorkomt in Europese landen als de Azoren, België, Ierland, Nederland en het Verenigd Koninkrijk. 

## Kenmerken
Stekelig darmwier is lichtgroen tot dondergroen van kleur en is meestal 20-80 mm hoog. De dunne cilindrische draden zijn 1-3 mm breed. De plantvorm (thallus) is buisvormig en veelvuldig vertakt, maar heeft wel vaak een duidelijke hoofdas. Langs de hoofdas kunnen korte, stekelvormige vertakkingen voorkomen.

## Verspreiding
Naast de Europese kusten is stekelig darmwier ook gebruikelijk in Aziatische en Afrikaanse landen zoals Israël, Kenia, Mauritius, Zuid-Afrika, Tanzania, Japan, Portugal en Tunesië. Ook Amerika komt deze soort voort, waaronder Alaska, Argentinië, Brazilië, Cuba, Grenada, Hispaniola en Venezuela. Naast verschillende landen is het te vinden in bepaalde golven, oceanen en zeeën zoals de Golf van Maine en de Golf van Mexico, de Indische Oceaan en de Europese wateren (inclusief de Middellandse Zee).